# Office in a Small City
Office in a Small City (pt: "Escritório de uma Cidade Pequena") é uma pintura de 1953 pelo pintor realista americano Edward Hopper. Retrata um homem sentado num escritório de canto olhando para a paisagem exterior. O estilo é uma reminiscência de muitos trabalhos de Hopper, em que retrata a solidão e a beleza de uma forma excepcionalmente dura, mas agradável. É posse do Metropolitan Museum of Art, em Nova Iorque.